# Trombitafolyondár
A trombitafolyondár (Campsis radicans) a szivarfafélék (Bignoniaceae) családjába tartozó lombhullató kúszócserje.
Hazája az USA délkeleti része. Edzettsége, dús nyári virágzása miatt nálunk is igen kedvelt. 
Léggyökereivel 8-10 méter magasra is felkúszó, erőteljes növekedésű cserje. Levelei párosan átellenes állásúak, páratlanul szárnyaltan összetettek.
Sötét, téglavörös virágai a hajtásvégeken laza fürtszerű virágzatban júniustól szeptemberig nyílnak.
Fény-és melegigényes faj, idősebb korban, ha jól begyökeresedett, a szárazságot is tűri.
A hibrid származású C. × tagliabuana 'Mme Galen' virágai nagyobbak, tágabb tölcsérűek, élénk narancsos téglavörös színűek.
Szaporítása magvetéssel, illetve gyökér-vagy zölddugványozással. Érintése irritálhatja a bőrt, (kontakt) ekcémát okozhat.
A gyorsan terjeszkedő növényt a kertekben kordában kell tartani, mert különben nagyra hízó tömegével képes a támasztékul szolgáló tárgyakat megrogyasztani, vakolat alá bebújni, a tetőt, cserepeket megemelni. Eltávolítása nehéz, mert a föld alatti gyökerei nemcsak mélyre hatolnak, hanem messze szét is terjednek, így a föld feletti rész levágása után is évekig számítani lehet sok száz, a meleg időszakban folyamatosan előbújó gyökérsarjra.

## Képek

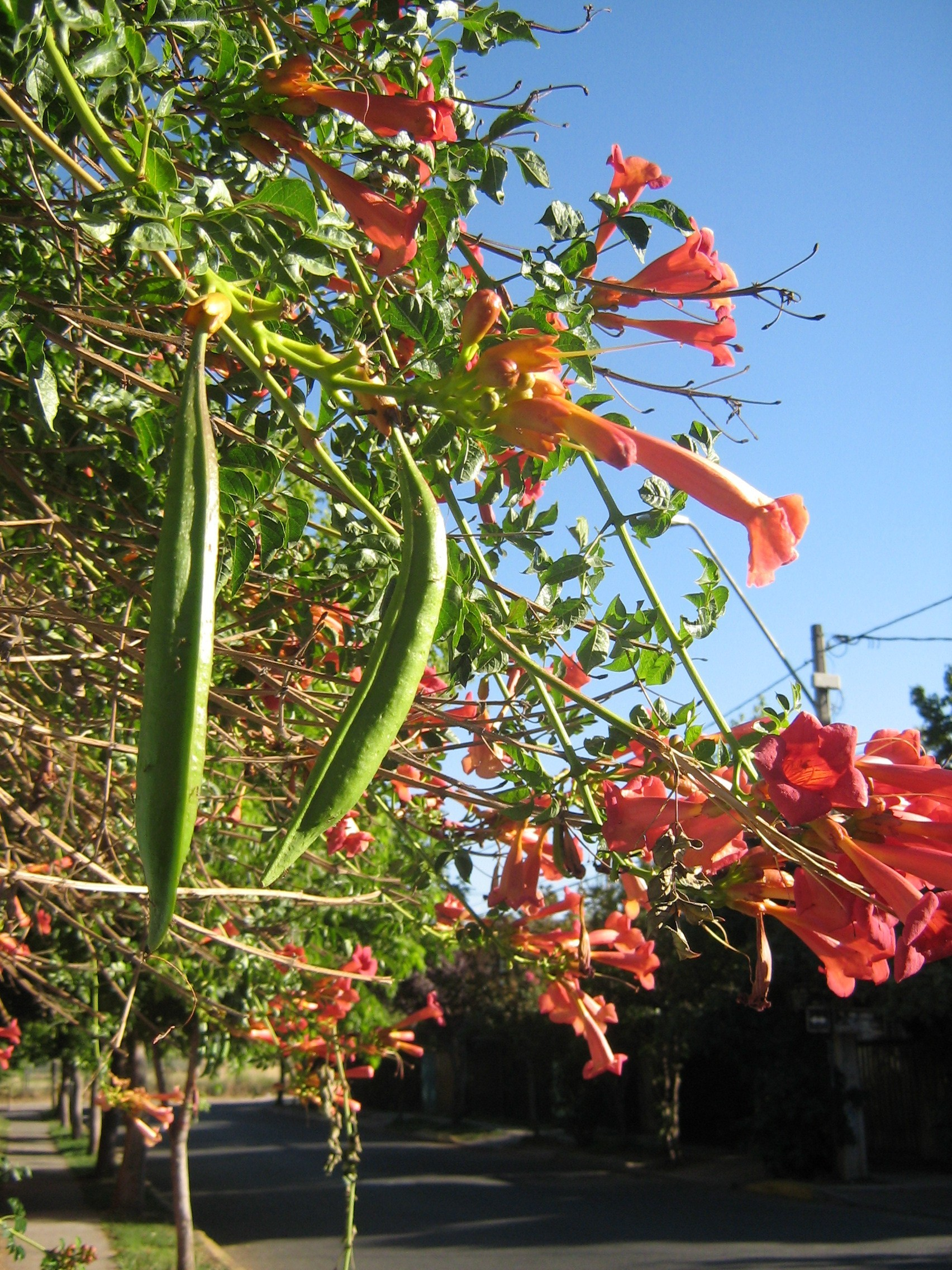
Virág és termés
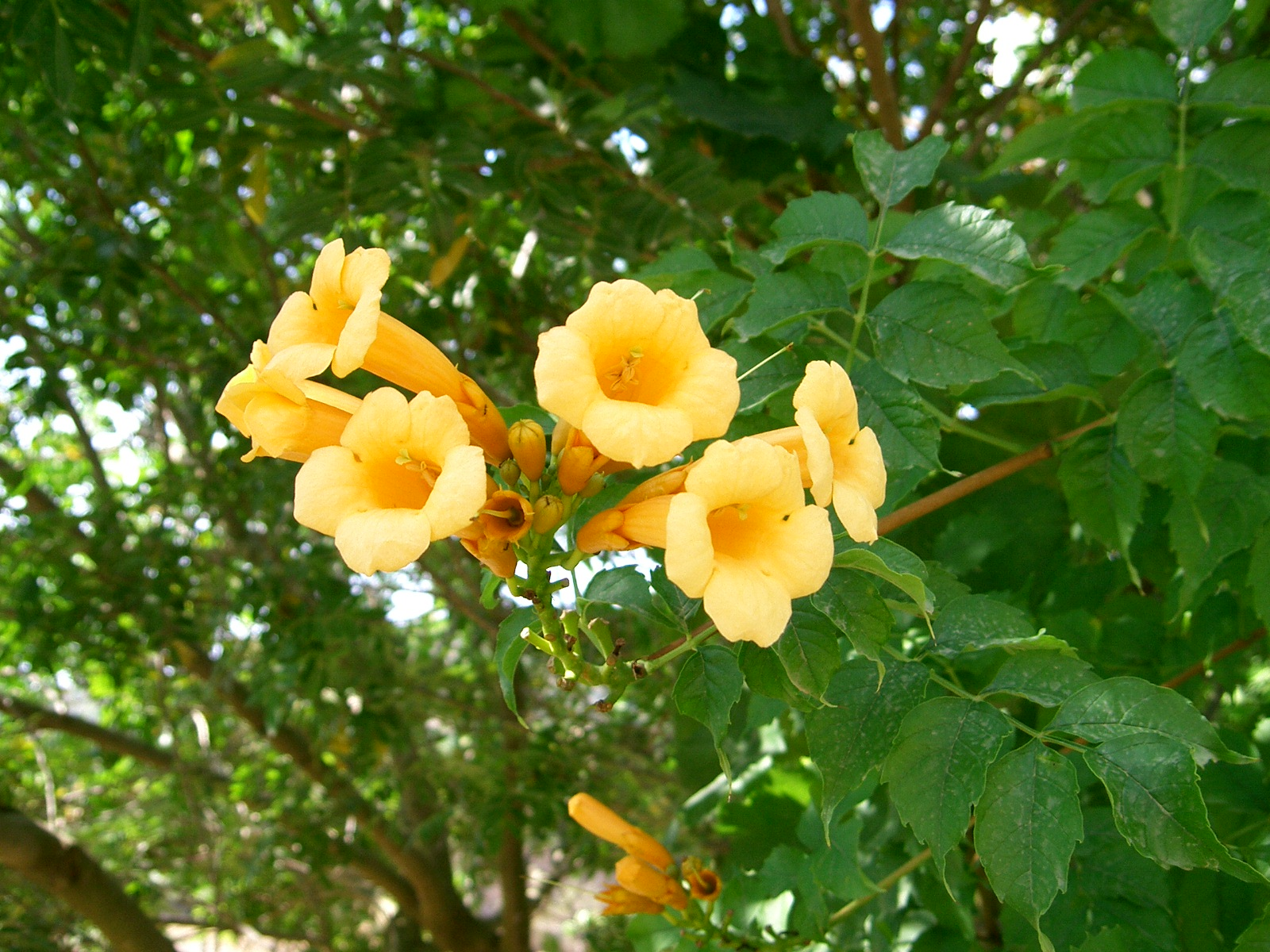
Sárga virágú fajta
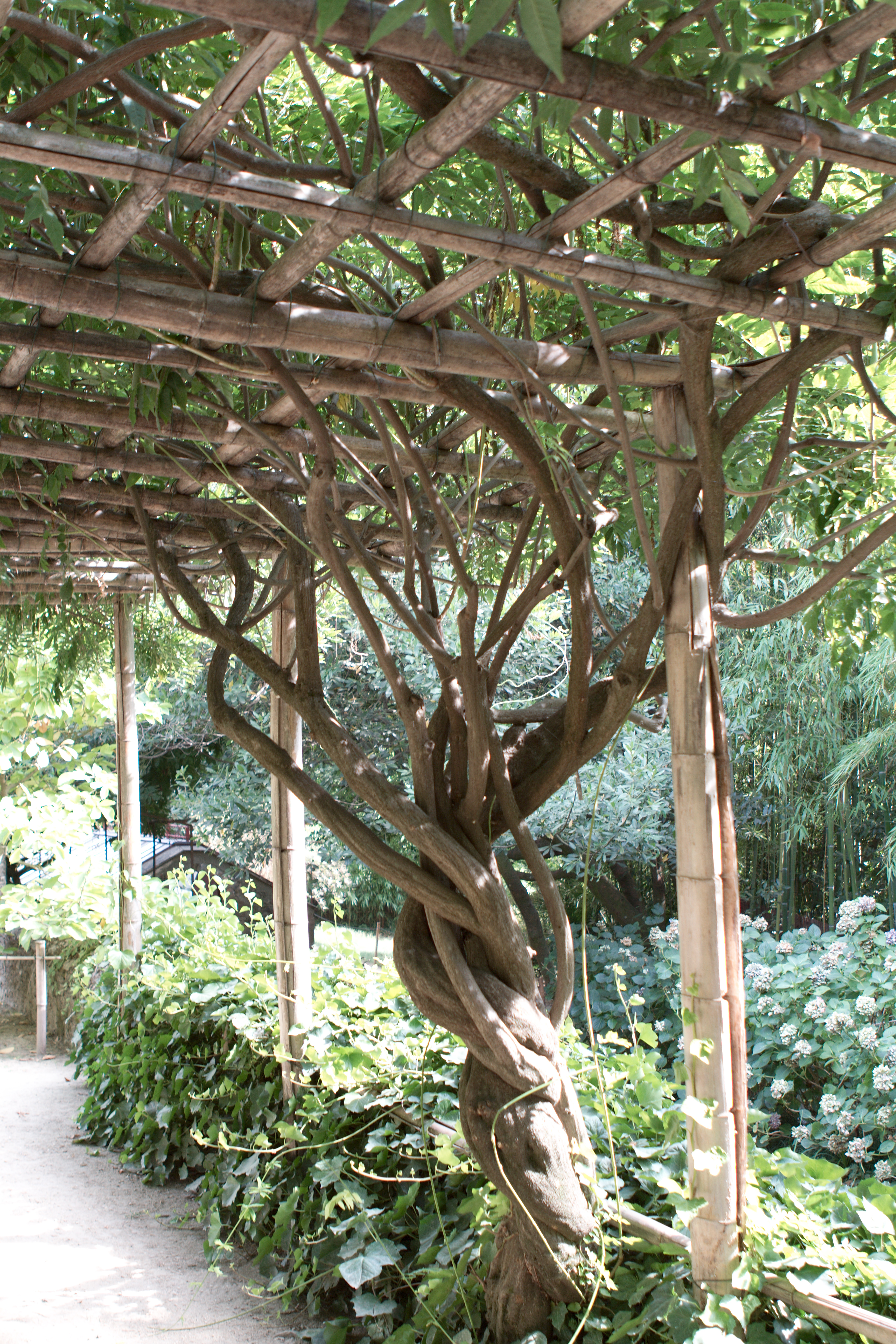
Pergolára futtatva
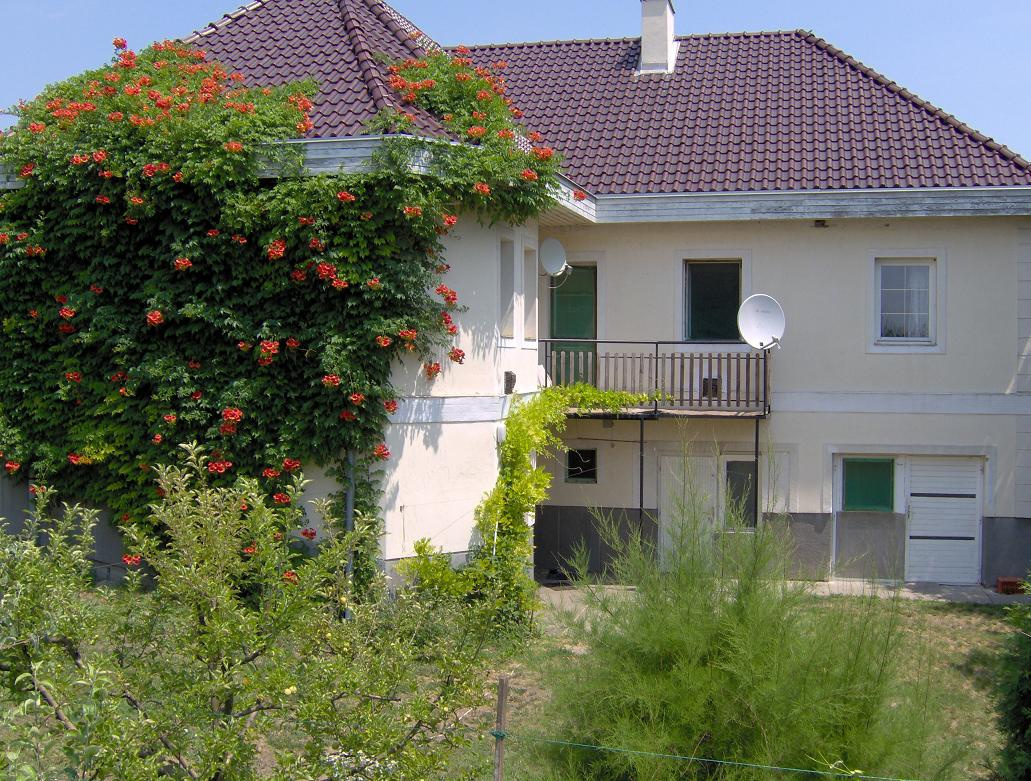
Egy házfalon